# Mellita quinquiesperforata
Mellita quinquiesperforata, conocido popularmente como locha, cazuelilla, dólar de arena o galleta de mar, es una especie de equinodermo. Recibe este nombre debido a su forma chata y ovalada.

## Descripción
Se caracteriza por presentar un tamaño entre 5 y 10 cm de diámetro, su  cuerpo presenta simetría radial y es comprimido dorso-ventralmente es decir aplanado, en su superficie ventral presenta pequeños túbulos y cilios los cuales utiliza para la locomoción. Su superficie corporal presenta pequeñas espinas. En su superficie dorsal se pueden apreciar estructuras petaloides las cuales son utilizadas como branquias. Presenta en su superficies cinco aberturas o perforaciones ovaladas las cuales se les denomina lúnulas y en razón de dicha característica deriva su nombre específico quinquiesperforata. Por lo general su coloración es de color pardo, gris o verdosa

## Distribución
Esta especie presenta una amplia distribución en las costas del océano Atlántico occidental  desde las costas de Carolina del Norte en los Estados Unidos hasta las costas de Rio Grande do Sul en Brasil, en la región del mar Caribe se le ha señalado para: Colombia, Costa Rica, Cuba, República Dominicana, Golfo de México, Honduras, Jamaica, El Salvador, Nicaragua, Panamá, Puerto Rico, Aruba, Curaçao, Bonaire, Ecuador, costas occidentales de México y Venezuela en este último país habiéndose señalados para los estados Aragua, Carabobo, Miranda, Nueva Esparta, Sucre, Vargas y Falcón. Avistado también en las costas tailandesas del mar de Andaman.

## Hábitat
Pueden encontrarse en distintos hábitats: en playas con fondo arenoso o rocoso, arrecifes de coral y en lugares costeros tropicales y subtropicales. Como elementos de la infauna suelen alimentarse de animales y plantas microscópicas  que se encuentran en los sustratos donde habitan.
El registro batimétrico de estos organismos se ubica entre los 0 y 180 metros de profundidad.

## Sistemática y taxonomía
Las especies de Mellita se encuentran emparentadas con el género Leodia (M. Isometra y M. tenuis). No tienen órganos reproductores